# Laurence Halsted
Laurence Halsted (* 22. května 1984 Londýn, Spojené království) je britský a anglický sportovní šermíř, který se specializuje na šerm fleretem. Spojené království reprezentuje od prvního desetiletí jednadvacátého století. Na olympijských hrách startoval v roce 2012 a 2016 v soutěži jednotlivců a družstev. V soutěži jednotlivců postoupil na olympijských hrách 2012 do čtvrtfinále. V roce 2008 obsadil druhé a v roce 2009 třetí místo na mistrovství Evropy v soutěži jednotlivců. S britským družstvem fleretistů vybojoval v roce 2010 a 2016 třetí místo na mistrovství Evropy.